# Nakagawa Naoki
Naoki Nakagawa (sinh ngày 13 tháng 6 năm 1984) là một cầu thủ bóng đá người Nhật Bản.

## Sự nghiệp câu lạc bộ
Naoki Nakagawa đã từng chơi cho Urawa Reds.